# Acmadenia teretifolia
Acmadenia teretifolia är en vinruteväxtart som först beskrevs av Heinrich Friedrich Link, och fick sitt nu gällande namn av Phill.. Acmadenia teretifolia ingår i släktet Acmadenia och familjen vinruteväxter. Inga underarter finns listade i Catalogue of Life.